# Малое Брылино
Малое Брылино — упразднённая деревня в Каргапольском районе Курганской области России. На момент упразднения входила в состав Брылинского сельсовета. Упразднена в 2001 году. Фактически вошла в состав села Брылино, является его левобережной частью.

## География
Деревня находилась на северо-западе Курганской области, в пределах юго-западной части Западно-Сибирской равнины, в лесостепной зоне, на левом берегу реки Ик, на противоположном берегу от села Брылино.
Климат
Климат характеризуется как резко континентальный, с холодной продолжительной малоснежной зимой и тёплым сухим летом. Среднегодовая температура — 1 °C. Средняя температура воздуха самого холодного месяца (января) составляет −17,4 °C (абсолютный минимум — −46 °С); самого тёплого месяца (июля) — 18,4 °C (абсолютный максимум — 39 °С). Безморозный период длится 120 дней. Годовое количество атмосферных осадков — 382 мм, из которых 287 мм выпадает в период с апреля по октябрь. Продолжительность периода с устойчивым снежным покровом равна 161 дню.

## История
Исключена из учётных данных законом губернатора Курганской области от 28 декабря 2001 года № 137.

## Население
Согласно топографической карты середины 1980-х годов в деревне проживало порядка 270 человек.